# Schmidt Groupe

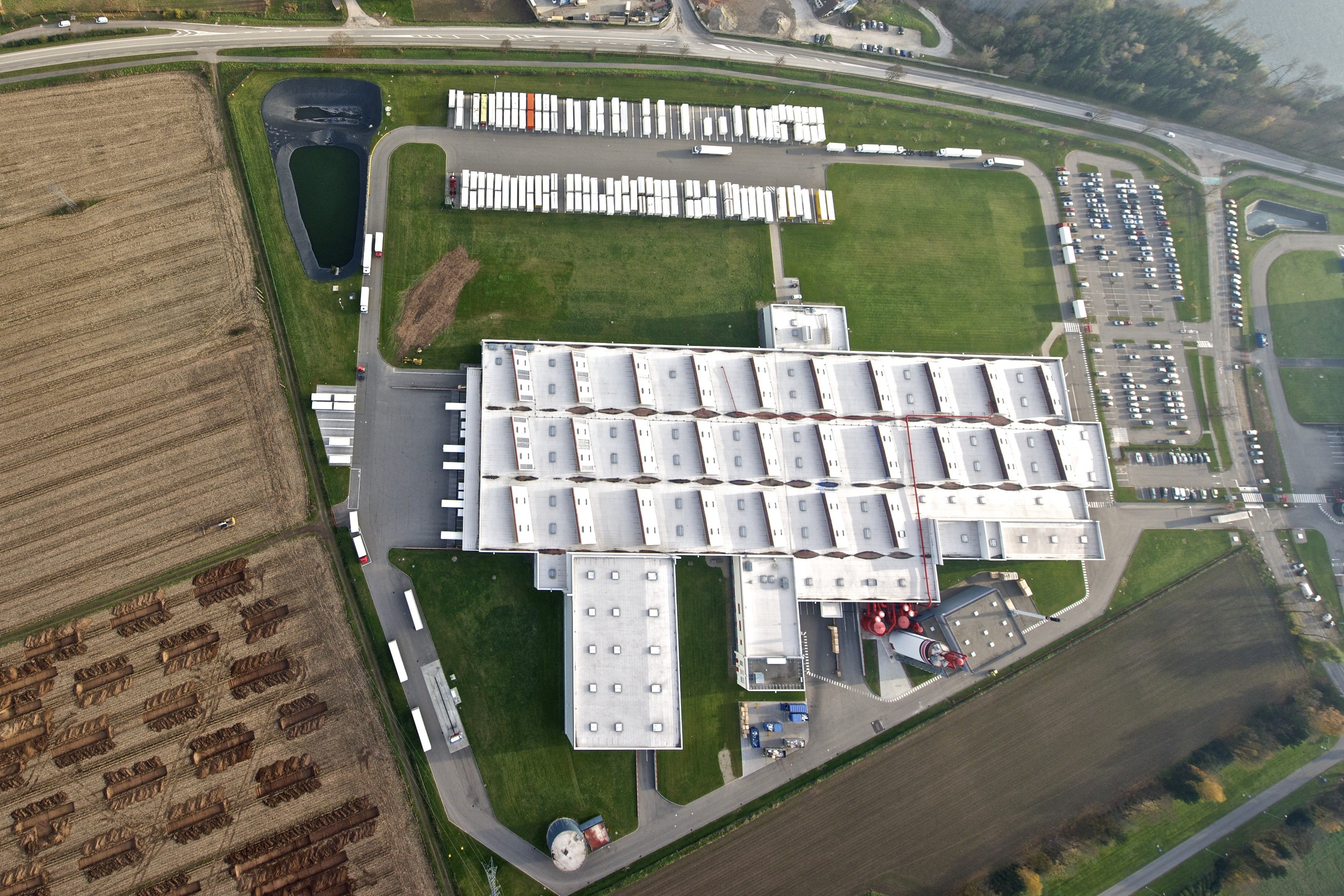
Werk in Sélestat aus der Luft

Die Schmidt Groupe (ehemals Société alsacienne de meubles, SALM) ist ein französischer Küchenhersteller.
Das Unternehmen wurde 1934 von Hubert Schmidt in Türkismühle (Saarland) gegründet. Ab 1946 wurden Küchenbuffets gefertigt. Nach der Rückgabe des Saarlands an Deutschland entstand 1959 eine Zollschranke, weswegen Schmidt ein neues Werk in Lièpvre im Elsass errichten ließ. Heute wird das Familienunternehmen in dritter Generation von Anne Leitzgen geleitet.